# Eltrombopag
Eltrombopag – organiczny związek chemiczny, lek będący niebiałkowym agonistą receptora trombopoetyny, wykazującym swoje działanie poprzez działanie agonistyczne wobec receptora c-mpl (TpoR), będącego fizjologicznym punktem uchwytu trombopoetyny. Lek został dopuszczony w USA decyzją FDA 20 listopada 2008 roku do stosowania w immunologicznej plamicy małopłytkowej. Na rynku amerykańskim jest zarejestrowany pod nazwą Promacta, natomiast na rynku europejskim występuje pod nazwą Revolade. Lek wykazuje skuteczne działanie u około 80% chorych. Znajduje też zastosowanie w leczeniu małopłytkowości w przebiegu marskości wątroby związanej z zakażeniem HCV.